# Mobile (singel Avril Lavigne)
Mobile – piąty singiel promujący debiutancki album Avril Lavigne – Let Go. Został on wydany tylko w Australii i Nowej Zelandii.

## Teledysk
Teledysk ukazuje piosenkarkę grającą na gitarze, chodzącą po drodze. W międzyczasie jest także wiele ujęć m.in. na znaki drogowe odzwierciedlające "bycie w ciągłym ruchu".

## Sukcesy na listach przebojów
| Lista                         | Pozycja |
| ----------------------------- | ------- |
| U.S. Canadian Hot 100         | 91      |
| Australian ARIA Singles Chart | 20      |